# 聡ノ富士久志
聡ノ富士 久志（さとのふじ ひさし、1977年4月15日 - ）は、群馬県北群馬郡吉岡町出身で、伊勢ヶ濱部屋（入門時は安治川部屋）に所属した元大相撲力士。本名は松岡 久志（まつおか ひさし）。身長171.0cm、体重103.6kg、血液型はB型。最高位は東幕下55枚目（2005年9月場所）。好物はパスタ。
弓取力士として著名であり、2025年5月場所時点で、弓取式の最多出場記録保持者である（出場期間については弓取式の項を参照）。

## 来歴
群馬県立前橋商業高等学校時代は柔道部の所属で、柔道の有段者である。安治川部屋の群馬後援会関係者から大相撲へスカウトが来たため、自分の力を試そうと安治川部屋に入門、1996年1月場所で初土俵を踏んだ。四股名は部屋の名前から1字とった安聡富士。同期入門者の中には栃乃洋、海鵬、燁司、芳東、増健らがいる。
初土俵から1年余り、1997年9月場所で三段目に昇格するが、怪我も重なって序二段へ度々落ちるなど、出世は遅れた。2005年9月場所で幕下に昇進するも幕下在位はこの1場所だけで、以降現在に至るまで主に三段目~序二段での土俵が続く。2008年3月場所から聡ノ富士に四股名を改める。年齢的なこともあり、一時は引退も考えたことがあるが、2012年5月場所では序二段の優勝決定戦に初めて進出するなど、30代後半以降でも、好成績を残した場所がある。
部屋の弟弟子の日馬富士が2012年9月場所後に横綱になり、伊勢ヶ濱部屋から弓取り力士を出すことになったため、2012年の秋巡業より弓取式を担当することになった。2013年1月場所からは本場所の弓取式も担当し、日馬富士が引退した次の場所の2018年1月場所まで務めた。2021年9月場所では、本来の弓取り担当者である将豊竜が負傷したため2日目から弓取式の代役を行っており、弓取り力士の最高齢記録を更新した。この登板に本人は「年も年なので見せられる体ではないけど、何とかやっています」と笑った。翌11月場所以降は部屋の弟弟子の照ノ富士が前の9月場所より横綱になっているために正式に担当している。2023年7月場所は不整脈のために10日目より途中休場し、翌9月場所は初土俵以来165場所ぶりに序ノ口陥落となった。同場所は照ノ富士も休場したため、2日目までで弓取り担当から降板した（後任は勇輝）。2024年1月場所で照ノ富士が復帰したため、自身も弓取り担当に復帰した。
2024年7月17日、江戸の華重信の持つ弓取り式最多637回に並び、翌18日単独最多となる638回目の弓取り式を挙行した。
2025年5月場所、西序二段100枚目で迎え、14日目に自身の7番相撲を取り終えた後、「十分やりきりました。もうおなかいっぱいです。やりきった感が強いので、本当にすっきりしています」と話し、7月場所前に定年を迎える師匠・伊勢ヶ濱の停年に合わせ、29年に及んだ現役を引退する意向を示した。引退後は東京都内で飲食業に従事する予定。

## 人物・取り口
- 弓取式を日馬富士、照ノ富士が横綱に在位していた時期とほぼ同じ期間務めたが、堅実ながらも豪快さも兼ね備えた弓取りが評価されていた。弓取を一度も失敗したことがない[9]と胸を張る。
- 居反りを得意としており、2020年7月場所2日目までに16度も決めている[10]。
- ちゃんこの腕前は自己流と称するも、「聡ノ富士さんは、本当に何でも作れるんです」と部屋の皆から絶賛されている。鍋はもちろん、唐揚げやパスタ、更にスイーツも作り、特にフレンチトーストは「絶品」と評される[9]。

## 主な成績
2025年5月場所終了現在
- 通算成績：570勝627敗21休（174場所）

| | 一月場所 初場所（東京）   | 三月場所 春場所（大阪） | 五月場所 夏場所（東京）    | 七月場所 名古屋場所（愛知） | 九月場所 秋場所（東京） | 十一月場所 九州場所（福岡） |
| --- | ------------------------- | ----------------------- | -------------------------- | --------------------------- | ----------------------- | --------------------------- |
| 1996年 （平成8年） | （前相撲）                | 東序ノ口50枚目 5–2      | 西序二段159枚目 3–4        | 東序二段178枚目 6–1         | 東序二段82枚目 2–5      | 東序二段114枚目 5–2         |
| 1997年 （平成9年） | 東序二段67枚目 4–3        | 東序二段44枚目 4–3      | 東序二段21枚目 4–3         | 西序二段筆頭 4–3            | 東三段目82枚目 3–4      | 西三段目99枚目 0–7          |
| 1998年 （平成10年） | 東序二段44枚目 4–3        | 西序二段17枚目 4–3      | 東三段目99枚目 4–3         | 西三段目76枚目 1–1–5        | 西序二段9枚目 3–4       | 東序二段20枚目 3–4          |
| 1999年 （平成11年） | 西序二段39枚目 4–3        | 西序二段18枚目 2–5      | 西序二段47枚目 5–2         | 東序二段8枚目 5–2           | 東三段目74枚目 1–4–2    | 西序二段筆頭 4–3            |
| 2000年 （平成12年） | 西三段目83枚目 4–3        | 西三段目66枚目 2–5      | 東三段目92枚目 5–2         | 西三段目56枚目 5–2          | 東三段目30枚目 4–3      | 東三段目15枚目 3–4          |
| 2001年 （平成13年） | 西三段目27枚目 1–6        | 西三段目58枚目 3–4      | 西三段目71枚目 5–2         | 西三段目37枚目 3–4          | 東三段目54枚目 4–3      | 西三段目43枚目 2–5          |
| 2002年 （平成14年） | 東三段目68枚目 4–3        | 東三段目54枚目 4–3      | 西三段目38枚目 2–5         | 東三段目61枚目 4–3          | 東三段目46枚目 2–5      | 西三段目69枚目 0–2–5        |
| 2003年 （平成15年） | 西序二段14枚目 5–2        | 東三段目80枚目 3–4      | 西序二段筆頭 2–5           | 東序二段32枚目 6–1          | 西三段目68枚目 3–4      | 西三段目84枚目 3–4          |
| 2004年 （平成16年） | 西三段目98枚目 4–3        | 東三段目80枚目 4–3      | 東三段目64枚目 4–3         | 西三段目47枚目 3–4          | 東三段目65枚目 2–5      | 東三段目86枚目 4–3          |
| 2005年 （平成17年） | 西三段目67枚目 5–2        | 西三段目39枚目 4–3      | 東三段目27枚目 3–4         | 東三段目40枚目 6–1          | 東幕下55枚目 1–6        | 西三段目26枚目 2–5          |
| 2006年 （平成18年） | 東三段目52枚目 4–3        | 西三段目37枚目 4–3      | 西三段目23枚目 2–5         | 西三段目48枚目 4–3          | 西三段目32枚目 3–4      | 西三段目45枚目 3–4          |
| 2007年 （平成19年） | 西三段目60枚目 3–4        | 東三段目77枚目 3–4      | 西三段目94枚目 3–4         | 西序二段3枚目 5–2           | 西三段目72枚目 4–3      | 西三段目51枚目 2–5          |
| 2008年 （平成20年） | 東三段目73枚目 4–3        | 西三段目52枚目 3–4      | 東三段目66枚目 3–4         | 東三段目80枚目 4–3          | 東三段目61枚目 3–4      | 東三段目73枚目 4–3          |
| 2009年 （平成21年） | 東三段目55枚目 2–5        | 東三段目81枚目 3–4      | 西三段目97枚目 4–3         | 西三段目77枚目 4–3          | 西三段目61枚目 3–4      | 西三段目74枚目 4–3          |
| 2010年 （平成22年） | 東三段目59枚目 休場 0–0–7 | 西序二段19枚目 6–1      | 東三段目57枚目 3–4         | 西三段目72枚目 4–3          | 西三段目53枚目 5–2      | 東三段目26枚目 2–5          |
| 2011年 （平成23年） | 西三段目54枚目 2–5        | 八百長問題 により中止   | 西三段目81枚目 4–3         | 東三段目53枚目 2–5          | 東三段目78枚目 3–4      | 東三段目95枚目 3–4          |
| 2012年 （平成24年） | 西序二段15枚目 2–5        | 東序二段50枚目 3–4      | 西序二段73枚目 7–0         | 東三段目73枚目 4–3          | 東三段目56枚目 4–3      | 西三段目40枚目 3–4          |
| 2013年 （平成25年） | 西三段目55枚目 2–5        | 西三段目73枚目 2–5      | 東序二段7枚目 3–4          | 東序二段27枚目 4–3          | 西序二段8枚目 5–2       | 東三段目77枚目 3–4          |
| 2014年 （平成26年） | 東三段目92枚目 3–4        | 東序二段4枚目 3–4       | 東序二段27枚目 3–4         | 西序二段49枚目 4–3          | 西序二段25枚目 4–3      | 東序二段4枚目 3–4           |
| 2015年 （平成27年） | 東序二段26枚目 3–4        | 西序二段44枚目 5–2      | 西序二段8枚目 4–3          | 西三段目88枚目 3–4          | 西序二段13枚目 5–2      | 東三段目78枚目 2–5          |
| 2016年 （平成28年） | 東序二段5枚目 4–3         | 東三段目85枚目 3–4      | 西序二段4枚目 3–4          | 西序二段25枚目 5–2          | 西三段目88枚目 3–4      | 西序二段5枚目 3–4           |
| 2017年 （平成29年） | 西序二段26枚目 4–3        | 東序二段3枚目 4–3       | 東三段目83枚目 2–5         | 西序二段16枚目 3–4          | 東序二段53枚目 4–3      | 西序二段25枚目 4–3          |
| 2018年 （平成30年） | 東序二段3枚目 2–5         | 東序二段25枚目 3–4      | 東序二段50枚目 3–4         | 西序二段73枚目 3–4          | 東序二段100枚目 5–2     | 西序二段54枚目 3–4          |
| 2019年 （平成31年 /令和元年） | 東序二段77枚目 5–2        | 東序二段31枚目 2–5      | 西序二段66枚目 4–3         | 東序二段37枚目 2–5          | 西序二段79枚目 2–5      | 西序二段44枚目 2–5          |
| 2020年 （令和2年） | 東序二段87枚目 5–2        | 西序二段39枚目 2–5      | 感染症拡大 により中止      | 西序二段82枚目 3–4          | 東序二段92枚目 5–2      | 西序二段45枚目 2–5          |
| 2021年 （令和3年） | 西序二段86枚目 5–2        | 東序二段39枚目 2–5      | 西序二段70枚目 3–4         | 東序二段78枚目 4–3          | 東序二段45枚目 2–5      | 西序二段77枚目 4–3          |
| 2022年 （令和4年） | 西序二段43枚目 2–5        | 東序二段71枚目 3–4      | 西序二段91枚目 4–3         | 西序二段56枚目 3–4          | 東序二段78枚目 3–4      | 東序二段89枚目 3–4          |
| 2023年 （令和5年） | 西序二段91枚目 4–3        | 西序二段57枚目 2–5      | 東序二段85枚目 2–5         | 東序二段102枚目 1–4–2       | 東序ノ口8枚目 4–3       | 西序二段76枚目 2–5          |
| 2024年 （令和6年） | 東序二段93枚目 2–5        | 西序二段91枚目 2–5      | 東序二段93枚目 3–4         | 西序二段95枚目 1–6          | 東序二段98枚目 2–5      | 東序ノ口4枚目 4–3           |
| 2025年 （令和7年） | 東序二段72枚目 2–5        | 西序二段89枚目 2–5      | 西序二段100枚目 引退 2–5–0 | x                           | x                       | x                           |
| 各欄の数字は、「勝ち-負け-休場」を示す。 優勝 引退 休場 十両 幕下 三賞：敢=敢闘賞、殊=殊勲賞、技=技能賞 その他：★=金星 番付階級：幕内 - 十両 - 幕下 - 三段目 - 序二段 - 序ノ口 幕内序列：横綱 - 大関 - 関脇 - 小結 - 前頭（「#数字」は各位内の序列） |                           |                         |                            |                             |                         |                             |

## 改名歴
- 安聡富士 久志（あさとふじ ひさし）：1996年1月場所 - 2008年1月場所
- 聡ノ富士 久志（さとのふじ  - ）：2008年3月場所 - 2025年5月場所